# 第39回ロサンゼルス映画批評家協会賞
38th LAFCA Awards

2013年12月8日

作品賞： 

ゼロ・グラビティ

her/世界でひとつの彼女
第39回ロサンゼルス映画批評家協会賞は、ロサンゼルス映画批評家協会が2013年の映画作品に贈る賞である。2013年12月8日に発表された。

## 受賞一覧

### 作品賞
- 受賞：『ゼロ・グラビティ』 (アルフォンソ・キュアロン監督)
- 受賞：『her/世界でひとつの彼女』 (スパイク・ジョーンズ監督)

### 監督賞
- 受賞：アルフォンソ・キュアロン - 『ゼロ・グラビティ』
- 次点：スパイク・ジョーンズ - 『her/世界でひとつの彼女』

### 主演男優賞
- 受賞：ブルース・ダーン - 『ネブラスカ ふたつの心をつなぐ旅』
- 次点：キウェテル・イジョフォー - 『それでも夜は明ける』

### 主演女優賞
- 受賞：ケイト・ブランシェット - 『ブルージャスミン』
- 受賞：アデル・エグザルホプロス - 『アデル、ブルーは熱い色』

### 助演男優賞
- 受賞：ジェームズ・フランコ - 『スプリング・ブレイカーズ』
- 受賞：ジャレッド・レト - 『ダラス・バイヤーズクラブ』

### 助演女優賞
- 受賞：ルピタ・ニョンゴ - 『それでも夜は明ける』
- 次点：ジューン・スキッブ - 『ネブラスカ ふたつの心をつなぐ旅』

### 脚本賞
- 受賞：ジュリー・デルピー、イーサン・ホーク、リチャード・リンクレイター - 『ビフォア・ミッドナイト』
- 次点：スパイク・ジョーンズ - 『her/世界でひとつの彼女』

### アニメ映画賞
- 受賞：『くまのアーネストおじさんとセレスティーヌ』
- 次点：『風立ちぬ』

### 外国語映画賞
- 受賞：『アデル、ブルーは熱い色』  フランス
- 次点：『グレート・ビューティー/追憶のローマ』  イタリア

### ドキュメンタリー映画賞
- 受賞：『物語る私たち』
- 次点：『アクト・オブ・キリング』

### 編集賞
- 受賞：アルフォンソ・キュアロン、マーク・サンガー - 『ゼロ・グラビティ』
- 次点：シェーン・カルース、デイヴィッド・ローリー - Upstream Color

### 撮影賞
- 受賞：エマニュエル・ルベツキ  - 『ゼロ・グラビティ』
- 次点：ブリュノ・デルボネル - 『インサイド・ルーウィン・デイヴィス 名もなき男の歌』

### 音楽賞
- 受賞：『インサイド・ルーウィン・デイヴィス 名もなき男の歌』
- 次点：『her/世界でひとつの彼女』

### 美術賞
- 受賞：『her/世界でひとつの彼女』
- 次点：『インサイド・ルーウィン・デイヴィス 名もなき男の歌』

### 新人賞
- 受賞：ミーガン・エリソン

### ダグラス・エドワード実験/自主映画賞
- 受賞：Cabinets Of Wonder: Films and a Performance by Charlotte Pryce